# Murray (Utah)
Murray és una població dels Estats Units a l'estat de Utah. Segons el cens del 2000 tenia 34.024 habitants.

## Demografia
Segons el cens del 2000, Murray tenia 34.024 habitants, 12.673 habitatges, i 8.719 famílies. La densitat de població era de 1.367 habitants per km².
Dels 12.673 habitatges en un 34,1% hi vivien nens de menys de 18 anys, en un 53,3% hi vivien parelles casades, en un 11,3% dones solteres, i en un 31,2% no eren unitats familiars. En el 24,6% dels habitatges hi vivien persones soles el 8% de les quals corresponia a persones de 65 anys o més que vivien soles. El nombre mitjà de persones vivint en cada habitatge era de 2,68 i el nombre mitjà de persones que vivien en cada família era de 3,24.
Per edats la població es repartia de la següent manera: un 27,2% tenia menys de 18 anys, un 13,3% entre 18 i 24, un 28,6% entre 25 i 44, un 19,5% de 45 a 60 i un 11,3% 65 anys o més.
L'edat mediana era de 31 anys. Per cada 100 dones de 18 o més anys hi havia 92,8 homes.
La renda mediana per habitatge era de 45.569 $ i la renda mediana per família de 51.482 $. Els homes tenien una renda mediana de 35.636 $ mentre que les dones 25.713 $. La renda per capita de la població era de 21.094 $. Entorn del 5,5% de les famílies i el 6,3% de la població estaven per davall del llindar de pobresa.

## Poblacions més properes
El següent diagrama mostra les poblacions més properes.